# Eurosam
Eurosam (EUROpean Surface-to-Air Missile) is een Europese ontwikkelaar van vanop zee en vanop land gelanceerde luchtdoelraketten.
Eurosam bezit ook twee derde van EuroPAAMS dat als hoofdcontractant van het PAAMS-programma (bij de Britse Marine Sea Viper genoemd) fungeert dat de ontwikkeling van een lucht-luchtraket tot doel heeft. De andere partner is UKAMS dat uit MBDA en BAE Systems bestaat.
Onder de concurrentie voor Eurosams systeem bevinden zich onder andere de Amerikaanse MIM-104 Patriot en de Russische S-300 en S-400.

## Geschiedenis

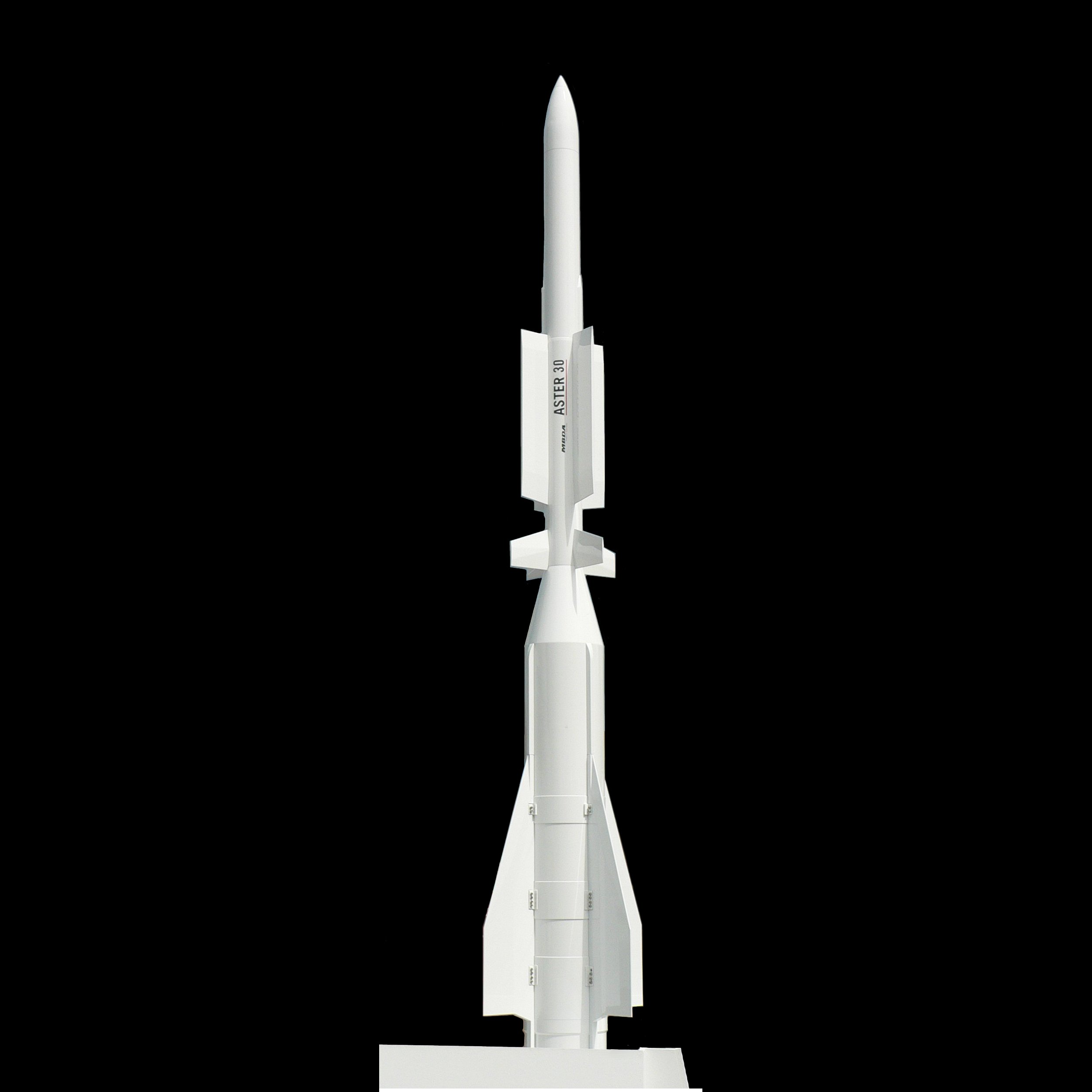
De Aster 30-luchtdoelraket.

Eurosam werd in 1989 opgericht toen Frankrijk en Italië een memorandum van overeenstemming tekenden voor de ontwikkeling van een reeks luchtdoelraketten; de zogenaamde Famille de missiles Sol-Air Futurs of FSAF. Beide landen zouden elk de helft van de ontwikkelingskosten financieren. Het begon als een joint venture van het Franse Aérospatiale en Thomson-CSF en het Italiaanse Alenia Aeronautica. Aérospatiale behoort thans tot MBDA Frankrijk, Alenia's raketactiviteiten tot MBDA Italië en Thomson-CSF heet inmiddels Thales Groep. Elk bezit een derde van Eurosam.
In de eerste helft van de jaren 1990 werd de Aster-raket ontwikkeld in twee varianten: de Aster 15 voor korte- en middellange afstand en de Aster 30 voor lange afstand. Deze laatste kan tot twintig kilometer hoogte vliegen, heeft een bereik tot 120 kilometer en kan tot vijfduizend kilometer per uur halen. De ontwikkeling gebeurde met de nieuwe generatie supersonische raketten die destijds in onder meer Rusland en India werden ontwikkeld in gedachten. Frankrijk en Italië beoogden de Aster-raket te installeren op hun nieuwe vliegdekschepen, respectievelijk de Charles de Gaulle en de Cavour, alsook in batterijen als luchtverdedigingssysteem op land.

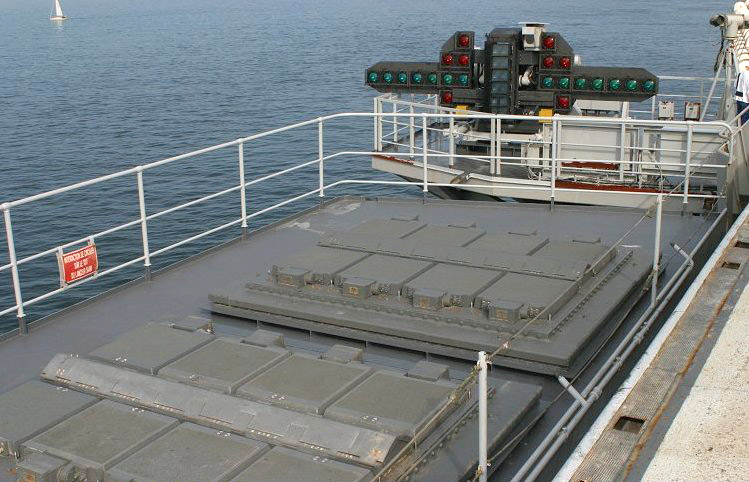
Twee Sylver-lanceermodules voor Aster-raketten op het vliegdekschip Charles de Gaulle. (foto: 2004)

Vervolgens werden de systemen ontwikkeld om de Aster-raket zowel op zee als op land in te zetten. In 1998 werden de eerste proeflanceringen uitgevoerd met de Aster 15. In augustus 1999 werd het PAAMS (Principal Anti Air Missile System)-programma toegevoegd aan het FSAF-programma. PAAMS wordt beheerd door EuroPAAMS en gebruikt ook de Aster-raket.
Nog in maart 1998 werd het eerste exportcontract getekend. Saoedi-Arabië kocht drie SAAM-F-systemen met Aster 15-raketten voor de nieuwe F-3000S-fregatten van de Koninklijke Saoedische Marine.
In 2001 volgden proeflanceringen met de Aster 30. In oktober 2002 werd de eerste operationele Aster afgevuurd vanaf het Franse vliegdekschip Charles de Gaulle. Eind dat jaar was ook de variant voor de Italiaanse Marine klaar. Vier jaar nadien was ook het SAMP-T-systeem, de variant voor gebruik op land, klaar. In mei 2008 vuurde het Italiaans leger de eerste operationele Asters met dit systeem af.

## Producten

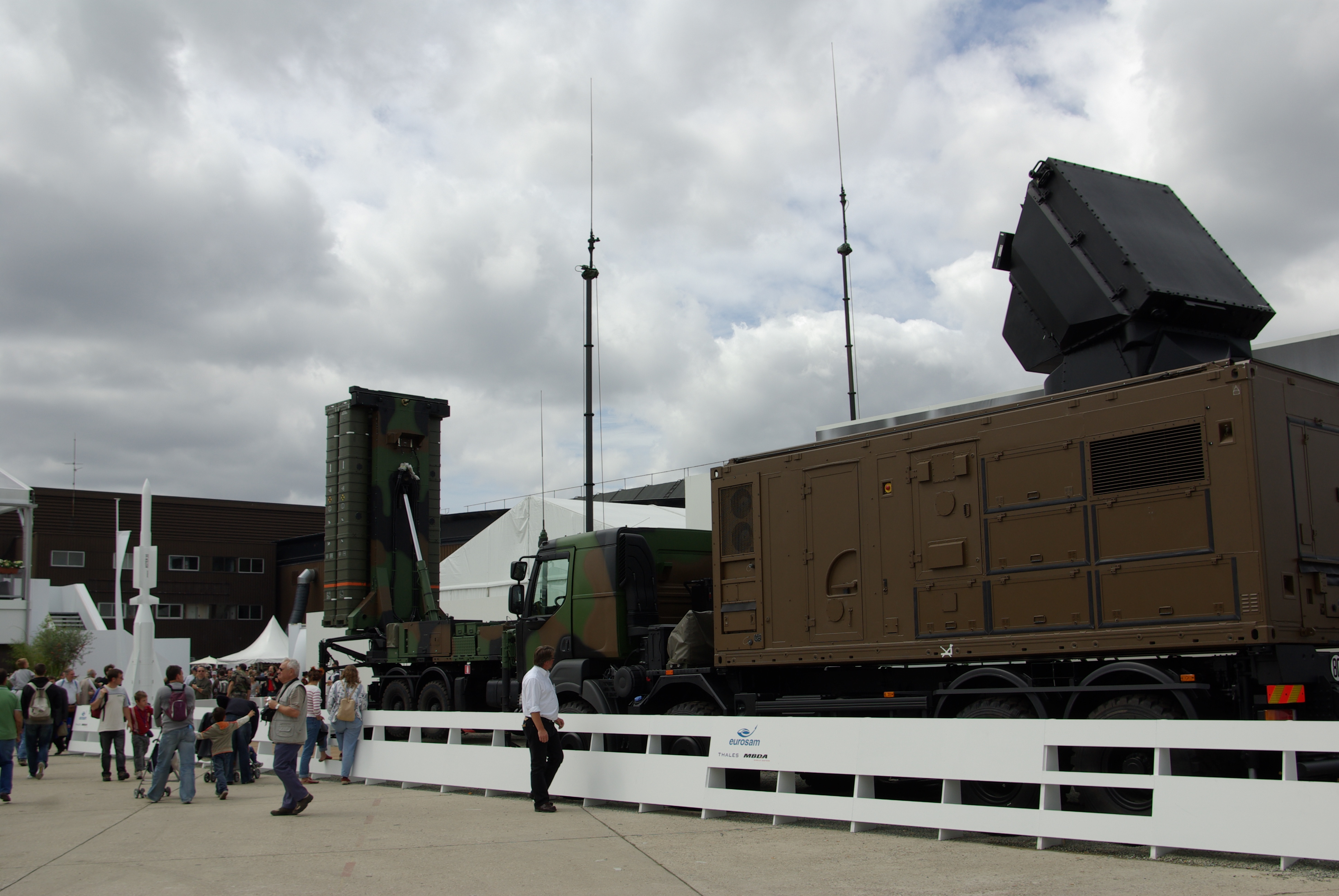
Een SAMP-T-systeem van het Frans leger. Op de voorgrond een vrachtwagen met de Arabel-radar bovenop; op de achtergrond een lanceermodule met Aster 30-raketten. (foto: 2007)

Eurosam bouwt raketsystemen op maat met een modulair systeem dat bestaat uit een aantal bouwstenen:
- Meerfunctie-fasegestuurde antenne-radar: radar die tegelijkertijd toezicht houdt en meerdere doelwitten volgt.
  - Arabel: volgt tot honderd doelwitten en valt tot tien doelen tegelijk aan; in Frankrijk ontwikkeld.
  - Empar: volgt tot driehonderd doelen en valt tot twaalf doelwitten tegelijk aan; in Italië ontwikkeld.
- Verticaal gelanceerde raketten om doelwitten aan te vallen:
  - Aster: heeft een fragmentatiespringkop van honderd kilogram om inkomende raketten te onderscheppen.
    - Aster 15: Bereik van 1,7 tot dertig kilometer.
    - Aster 30: Bereik van drie tot honderd kilometer; dubbele springkop.
- Lanceersysteem: opslag en afvuren van de raketten.
  - Sylver (SYstème de Lancement VERtical): zeelanceersysteem met tot zes modules die elk acht Aster-raketten bevatten. Het systeem kan die lanceren met intervallen van een halve seconde.
  - MLT: landlanceersysteem met tot zes op vrachtwagens gemonteerde modules die elk acht Aster 30-raketten bevatten. De acht raketten kunnen in een salvo op tien seconden tijd gelanceerd worden.
- Computer en commandopost:
  - MARA: de computer achter het hele systeem.
  - MAGICS: de commandopost vanwaaruit twee operatoren het systeem beheren.